# Den mödosamma världen
"Den mödosamma världen" är en satirisk dikt av Anna Maria Lenngren, riktad mot högvördiga prästerskapet. Den handlar om en tjock prost som har kyckling och likör vid sin säng. Efter att han ätit beklagar han sig över att livet är en kamp mot synd och flärd.